# Egg Cracker Suite

Egg Cracker Suite est un court métrage d'animation de la série Swing Symphonies, sorti le 22 mars 1943 au cinéma, produit par Walter Lantz Productions pour Universal Pictures. Ce film comprend le personnage d'Oswald le lapin chanceux.

## Fiche technique
- Titre  : Egg Cracker Suite
- Série : Swing Symphonies
- Réalisateur : Ben Hardaway, Emery Hawkins et Walter Lantz
- Scénario : Milt Schaffer
- Animateur : Lester Kline
- Producteur : Walter Lantz
- Production : Walter Lantz Productions
- Distributeur : Universal Pictures
- Date de sortie : 22 mars 1943
- Format d'image : Technicolor
- Musique: Darrell Calker
- Langue : (en)
- Pays :  États-Unis